# Staro Selo (żupania licko-seńska)
Staro Selo – wieś w Chorwacji, w żupanii licko-seńskiej, w mieście Otočac. W 2011 roku liczyła 33 mieszkańców.